# 約翰·福克斯·伯戈因
第一代从男爵约翰·福克斯·伯戈因爵士陆军元帅 GCB（1782年7月24日—1871年10月7日）是一名英国陆军军官。在参加法国大革命战争期间的马耳他围城战后，伯戈因在约翰·摩尔爵士和威灵顿公爵的带领下参加了半岛战争的无数场战役，包括巴达霍斯围城战和维多利亚战役。1812年战争期间，伯戈因在帕肯汉姆爵士麾下担任总工程师。之后，伯戈因在克里米亚战争期间担任拉格伦勋爵的顾问，并主张将卡拉米塔湾作为盟军的登陆点，以从南面围攻塞瓦斯托波尔。

## 军旅生涯
约翰·福克斯·伯戈因是约翰·伯戈因将军和歌剧演唱家苏珊·考菲尔德的私生子。伯戈因在父亲早逝后由第12代德比伯爵（他父亲已故妻子的侄子）抚养长大。伯戈因曾就读于伊顿公学和伍尔维奇皇家军事学院，并于1798年8月29日成为皇家工兵的一名二等中尉。1800年7月1日，伯戈因晋升一等中尉。在成为亨利·福克斯将军的副官之前，伯戈因参加了法国大革命战争期间的马耳他围城战。1805年3月18日，他晋升二等上尉。后参加1807年2月对亚历山大的占领，随后于1807年4月占领了罗塞塔。
在半岛战争期间，伯戈因于1808年4月成为约翰·摩尔爵士的工兵司令，于1808年5月与摩尔的军队一起前往瑞典，后于同年9月前往葡萄牙。他于1809年1月参加了科鲁尼亚战役，负责炸毁法军前进道路上的桥梁。
伯戈因于1809年4月返回葡萄牙，加入阿瑟·韦尔斯利的军队。1809年7月5日，他晋升上尉。伯戈因在晋升后成为英军第3步兵师的工兵军官，随军参加了1810年9月的布萨科战役、1811年6月的第二次巴达霍斯围城战。1812年2月6日，伯戈因晋升为名誉少校。同年3月，伯戈因在巴达霍斯围城战中率领突击队。1812年4月27日，伯戈因晋升名誉中校，后参加了同年7月的萨拉曼卡战役、9月的布尔戈斯围城战和1813年6月的维多利亚战役，之后继续参加8月的圣塞巴斯蒂安围城战，11月的尼韦尔战役和12月的尼夫战役。在战争的最后阶段，他还参加了阿杜尔河渡口战役和巴约讷战役。1814年，伯戈因获得巴斯勋章。
在1812年战争中，伯戈因前往美国作战，并在1815年1月的新奥尔良战役和1815年2月的第二次鲍耶堡战役中作为爱德华·帕肯汉姆将军麾下的工兵总司令。后来，伯戈因担任法国占领军的工兵司令，直到1821年成为查塔姆皇家工程兵基地的司令。1826年，他陪同亨利·克林顿将军出访葡萄牙，支持立宪政府反对米格尔一世的专制势力。伯戈因于1828年成为朴茨茅斯的驻军工兵司令，并于1830年7月22日晋升为名誉上校，成为爱尔兰公共工程委员会主席。

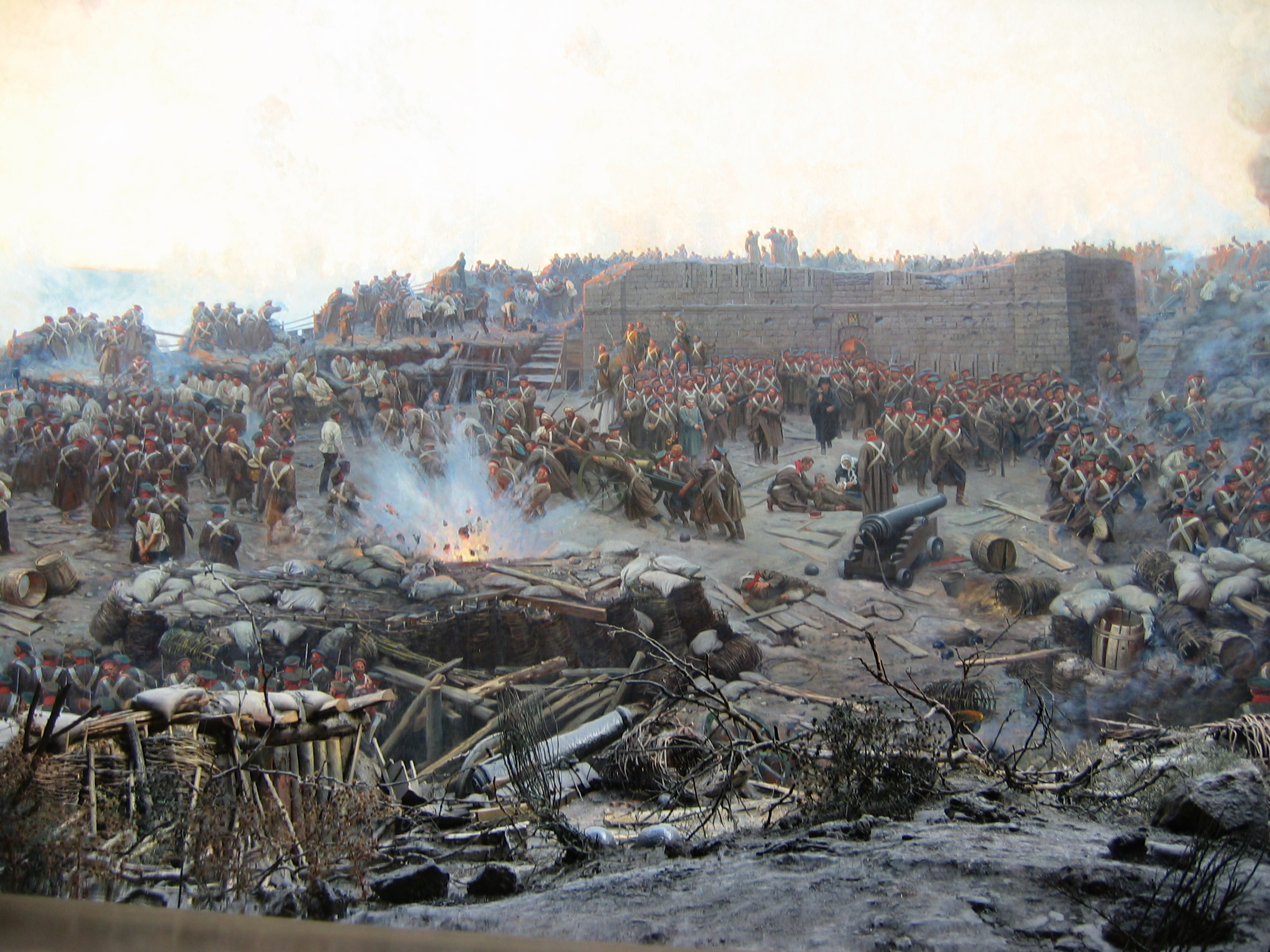
围攻塞瓦斯托波尔

1837年1月10日，伯戈因晋升上校。1838年6月28日，伯戈因获得少将军衔后于同年7月19日获得巴斯骑士指挥官勋章。1845年，伯戈因成为工兵总监察长。在这个职位上，他为爱尔兰大饥荒期间的救济工作提供了建议。1848年，伯戈因就直布罗陀的防御工事提出了明智的建议，即把魔鬼舌炮台上的大炮对准直布罗陀港。伯戈因于1851年11月11日晋升中将，后于隔年3月31日获得巴斯骑士大十字勋章。
在克里米亚战争爆发之前，伯戈因前往君士坦丁堡组织该地和达达尼尔海峡的防御工事。在成为拉格伦勋爵的官方顾问后，他提倡将卡拉米塔湾作为盟军的登陆点，并建议绕过塞瓦斯托波尔，以便于从南侧围攻而不是发动强攻。他于1854年11月22日成为皇家工兵团的荣誉司令。1855年2月，伯戈因被召回英国后，于1855年9月5日晋升上将。他于1856年4月18日被授予从男爵爵位。1856年8月2日，伯戈因被授予法国二级荣誉军团勋章。1854年，他被任命为皇家工兵部队的司令之一，并担任第一米德尔塞克斯工兵志愿军和第一兰开夏郡工兵志愿军的名誉司令。

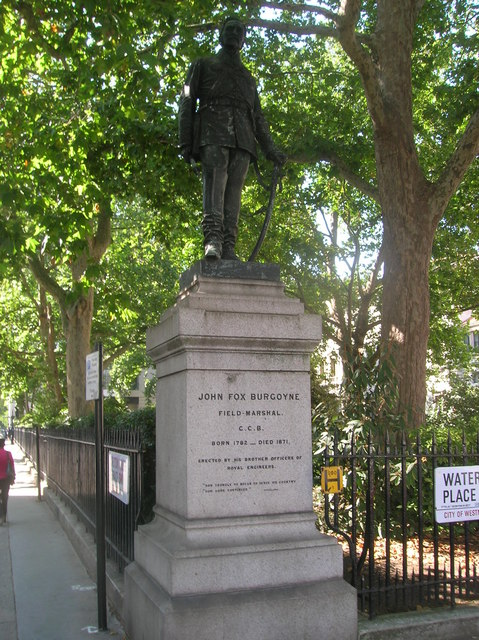
伦敦滑铁卢广场的伯戈因雕像

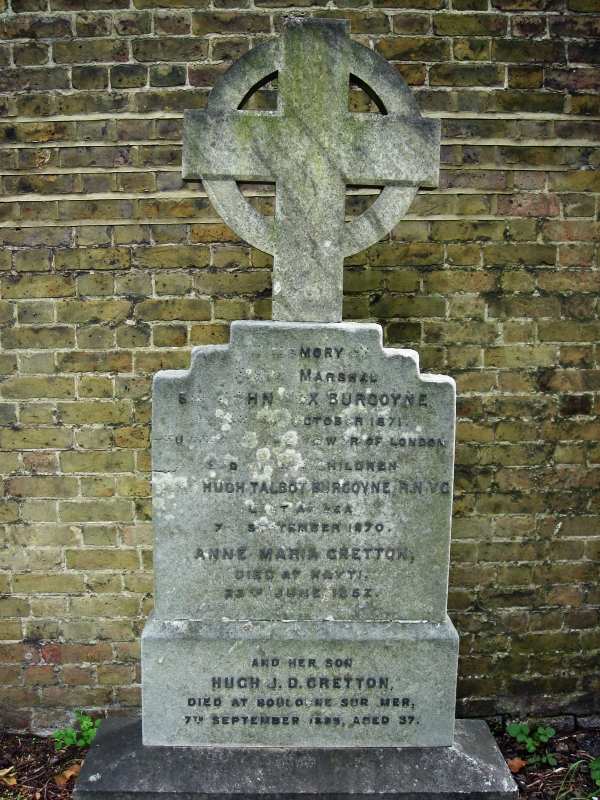
伦敦布朗普顿公墓的伯戈因之墓

伯戈因于1865年4月被任命为伦敦塔总管。1868年1月1日，退休的伯戈因晋升陆军元帅。1871年10月7日，伯戈因在伦敦肯辛顿逝世，葬于附近的布朗普顿公墓。为了纪念他，多佛的城堡山堡更名为伯戈因堡。

## 家庭
1821年，伯戈因与夏洛特·罗斯（Charlotte Rose）结婚。他们有一个儿子和七个女儿。他们的孙辈之一是传教士查尔斯·司布真。

### 脚注
1. 1 2 3 4  .  線上版. 牛津大學出版社. 2004  [22 December 2013]. doi:10.1093/ref:odnb/4014. 需要订阅或英国公共图书馆会员资格
2. 1 2 3 4 5 6 7 8  Heathcote, p. 61
3. ↑  . 倫敦憲報. 4 September 1798.
4. ↑  . 倫敦憲報. 6 September 1800.
5. ↑  . 倫敦憲報. 16 March 1805.
6. ↑  . 倫敦憲報. 4 July 1809.
7. ↑  . 倫敦憲報. 29 February 1812.
8. ↑  . 倫敦憲報. 25 April 1812.
9. 1 2 3 4 5 6 7 8 9 10 11  Heathcote, p. 62
10. ↑  . 倫敦憲報. 17 January 1837.
11. ↑  . 倫敦憲報. 20 July 1838.
12. ↑  . 倫敦憲報. 3 July 1838.
13. ↑  Fa, p. 34
14. ↑  . 倫敦憲報. 11 November 1851.
15. ↑  . 倫敦憲報. 16 January 1855.
16. ↑  . 倫敦憲報. 12 February 1856.
17. ↑  . 倫敦憲報. 4 August 1856.
18. ↑  . 倫敦憲報. 12 March 1861.
19. ↑  Army List
20. ↑  . 倫敦憲報. 15 November 1861.
21. ↑  . 倫敦憲報. 11 April 1865.
22. ↑  . 倫敦憲報. 7 January 1868.
23. ↑  . Maritime Memorials.   [22 December 2013]. （原始内容存档于22 December 2013）.
24. ↑  .   [22 December 2013]. （原始内容存档于22 May 2013）.
25. ↑  Spurgeon, Charles. . F. H. Revell. 1899: 317. Lady Burgoyne (wife of Sir John F. Burgoyne, Constable of the Tower, and mother of the first Mrs. J. A. Spurgeon,) was a member of the church at the Tabernacle.

## 延伸阅读
- Burgoyne, John Fox. . London: Ulan Press. 1859. ASIN B00B7AD9M8.